# Palazzo Caffarelli al Campidoglio
Palazzo Caffarelli al Campidoglio, noto anche come palazzo Clementino Caffarelli, palazzo Caffarelli, palazzo Clementino o villa Caffarelli, è un complesso palaziale di Roma sito sul colle Campidoglio che ospita una parte dei Musei Capitolini.
Il palazzo fu edificato nel XVI secolo come dimora dei Caffarelli, venendo poi ceduto al governo prussiano che lo utilizzò come principale ambasciata a Roma. Espropriato dallo Stato italiano dopo la prima guerra mondiale, il palazzo fu parzialmente demolito e ricostruito per ospitare un museo comunale, poi collegato ai vicini Musei Capitolini.

## Storia

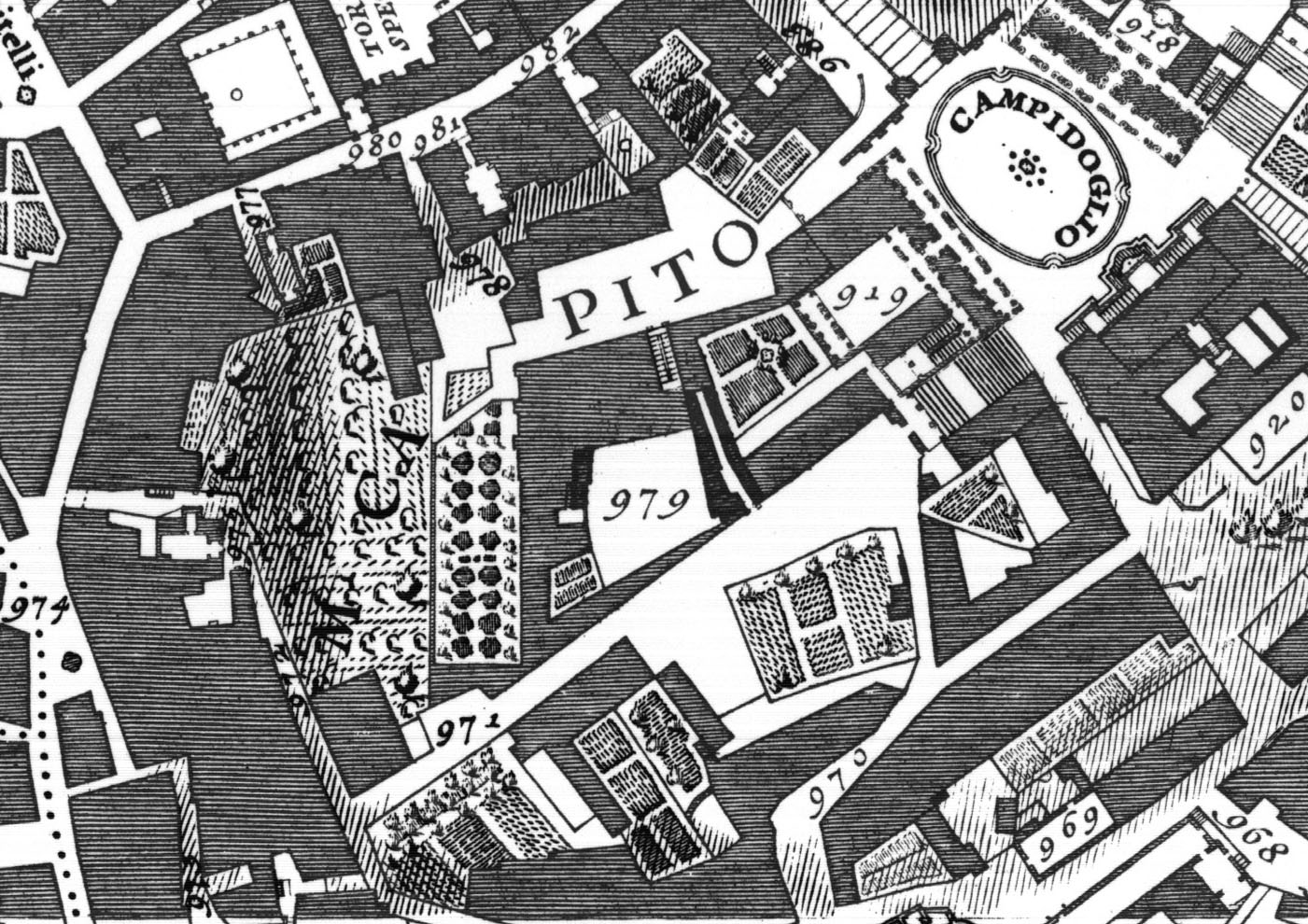
Il palazzo Caffarelli (edificio n° 979) nella Nuova Topografia di Roma di Giovanni Battista Nolli del 1748.

Nel 1536 la famiglia Caffarelli ospitò l'imperatore Carlo V d'Asburgo presso il palazzo di via del Sudario, che per ringraziamento donò alla famiglia la spianata della rupe Tarpea e il palazzo dei Conservatori sul Campidoglio; l'area, di grande importanza simbolica, era usata prevalentemente come pascolo per capre (ricevendo il nome di Monte Caprino) sebbene in epoca romana avesse ospitato il tempio di Giove Ottimo Massimo, i cui resti erano ancora ben visibili. I Caffarelli, sotto Giovanni Pietro I e poi sotto il figlio Ascanio, portarono avanti tra il 1544 e il 1546 la costruzione della dimora di famiglia, adiacente al palazzo dei Conservatori, su progetto di Gregorio Canonica (allievo di Jacopo Barozzi da Vignola) utilizzando anche materiali di risulta provenienti dal tempio di Giove. In epoca successiva il palazzo divenne noto come palazzo Clementino, poiché era opinione che fosse stato fatto costruire da papa Clemente X come ampliamento del palazzo dei Conservatori.
Intorno al 1823 il palazzo fu affittato all'ambasciata di Prussia, venendo utilizzato per alcuni anni come sede principale dell'Istituto di corrispondenza archeologica. Nel 1854 il palazzo fu ceduto insieme all'intero versante occidentale del colle capitolino a Federico Guglielmo IV, nonostante il dissenso di papa Pio IX e del comune di Roma, che tentò invano l'esproprio; il contenzioso tra il governo tedesco e il comune romano si concluse nel 1895, con la cessione al comune del palazzetto Clementino. I tedeschi vi realizzarono un ospedale e una biblioteca; i Caffarelli dovettero cedere il palazzo per estinguere un censo contratto col principe ereditario Guglielmo. La proprietà prussiana avviò alcuni lavori di ristrutturazione, che portarono alla luce i resti del tempio romano; per volontà dell'ambasciatore prussiano l'archeologo Pietro Rosa fu incaricato di documentare e valorizzare gli scavi, che ricevettero una particolare attenzione dopo la presa di Roma sia da parte degli studiosi italiani che da parte degli studiosi tedeschi, visto che l'area era rimasta di proprietà della Germania.
Nel 1918, con la conclusione della prima guerra mondiale e la dissoluzione dell'Impero tedesco, il palazzo fu espropriato dal prefetto di Roma. Dopo le indagini archeologiche portate avanti da Roberto Paribeni, il palazzo fu ceduto dallo Stato italiano al comune di Roma, venendo parzialmente demolito e ricostruito: al piano terra fu realizzato il Museo Mussolini, poi ribattezzato Museo Nuovo, su progetto di Ghino Venturi, inaugurato il 31 ottobre 1925 mentre al terzo piano fu ricavata una terrazza panoramica. Furono risistemati anche i giardini del palazzo su progetto di Raffaele De Vico mentre all'esterno furono ri-assemblati i resti della tomba di Publio Elio Gutta Calpurniano, auriga romano del II secolo d.C., rinvenuti nel XIX secolo a ridosso di porta del Popolo. Il Museo Nuovo fu poi collegato al Braccio Nuovo dei Museo Capitolini, realizzato in occasione del Giubileo del 1950 e inaugurato nel 1952 nelle ex scuderie dell'ambasciata tedesca, ma entrambi gli ambienti furono chiusi al pubblico negli anni 1960 per problemi strutturali. Un parziale restauro è stato portato avanti nei primi anni 2000, in occasione della ristrutturazione dei Musei Capitolini.
Nel 2020 il piano terra di palazzo Caffarelli è stato riaperto al pubblico come parte dei Musei Capitolini, venendo dedicato a mostre specializzate temporanee. La prima tra queste esponeva statue della collezione Torlonia (14 ottobre 2020 - 27 febbraio 2022), cui è seguita una mostra su Domiziano (13 luglio 2022 - 29 gennaio 2023).

## Descrizione
Il complesso di palazzo Clementino Caffarelli si estende sulla pendice sud-occidentale del colle Campidoglio alle spalle del palazzo dei Conservatori. L'area è accessibile tramite due ingressi: uno da via delle Tre Pile, che porta verso piazza del Campidoglio, e uno da via di Villa Caffarelli, strada che cinge le pendici orientali del colle. Nel complesso del palazzo sono inclusi il cosiddetto "Granarone", utilizzato come sede dell'Istituto archeologico germanico, e la casa Tarpea, adibita a sede dell'ospedale germanico (o teutonico).
Palazzo Caffarelli e palazzetto Clemetino si affacciano su piazzale Caffarelli, allestito come giardino pubblico con belvedere che affaccia su Roma. Superato palazzo Caffarelli si accede al giardino interno del palazzo, il cui ingresso è contraddistinto da un portale in tufo e travertino proveniente dalla vigna di Girolamo della Rovere sulla via Salaria.

## Galleria d'immagini

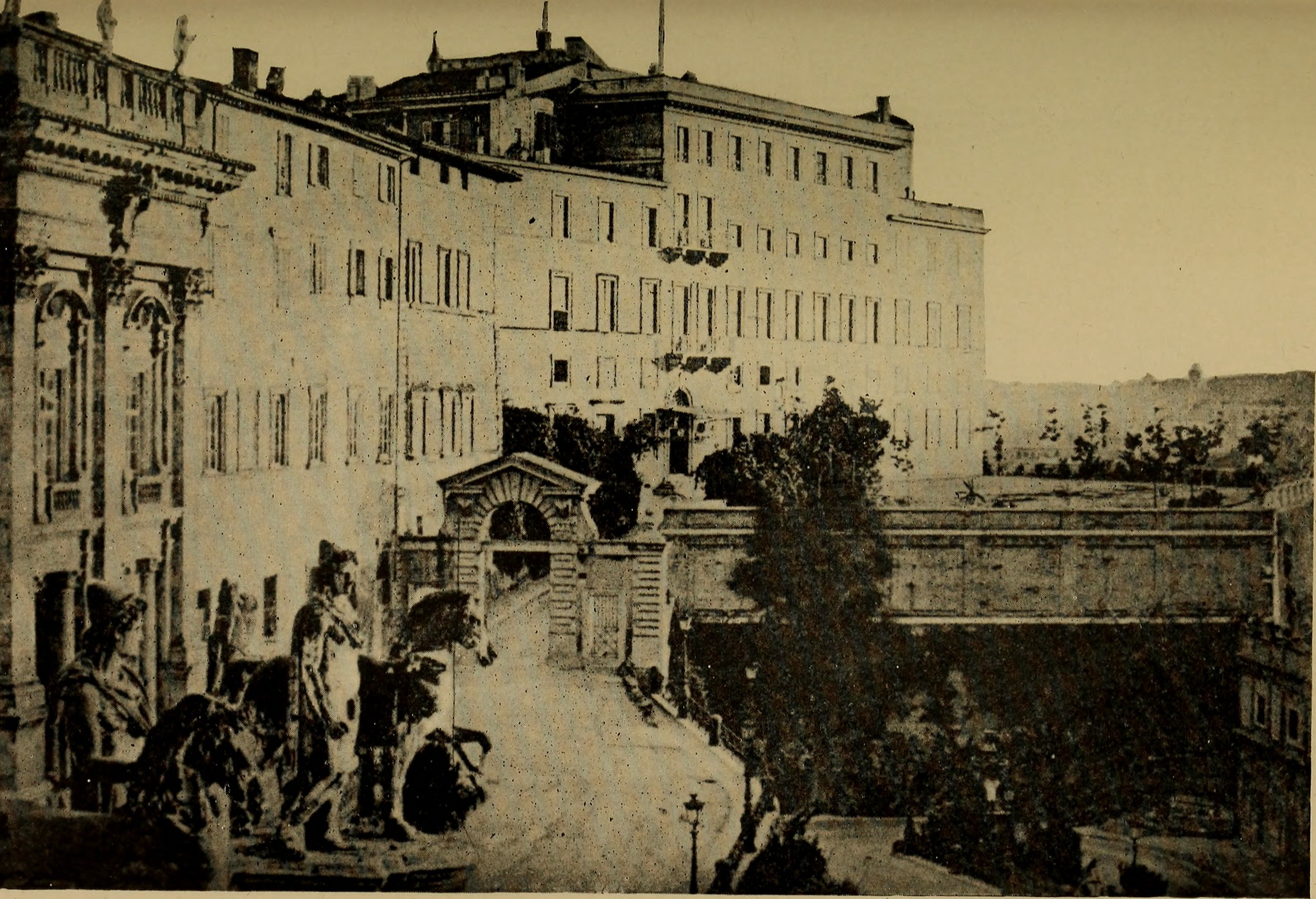
Palazzo Caffarelli in una fotografia del 1880
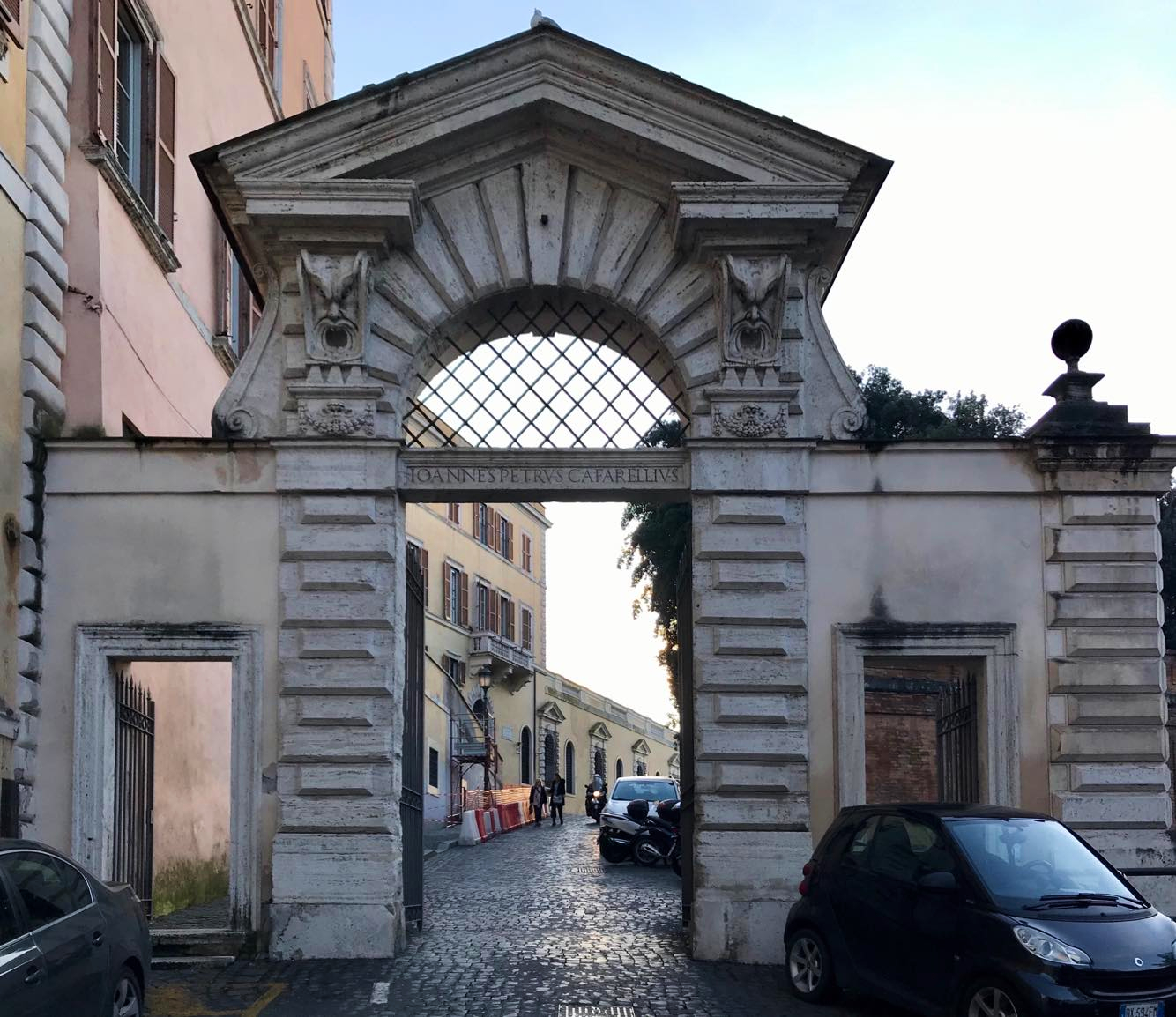
Il portale d'accesso a Villa Caffarelli, in via delle Tre Pile
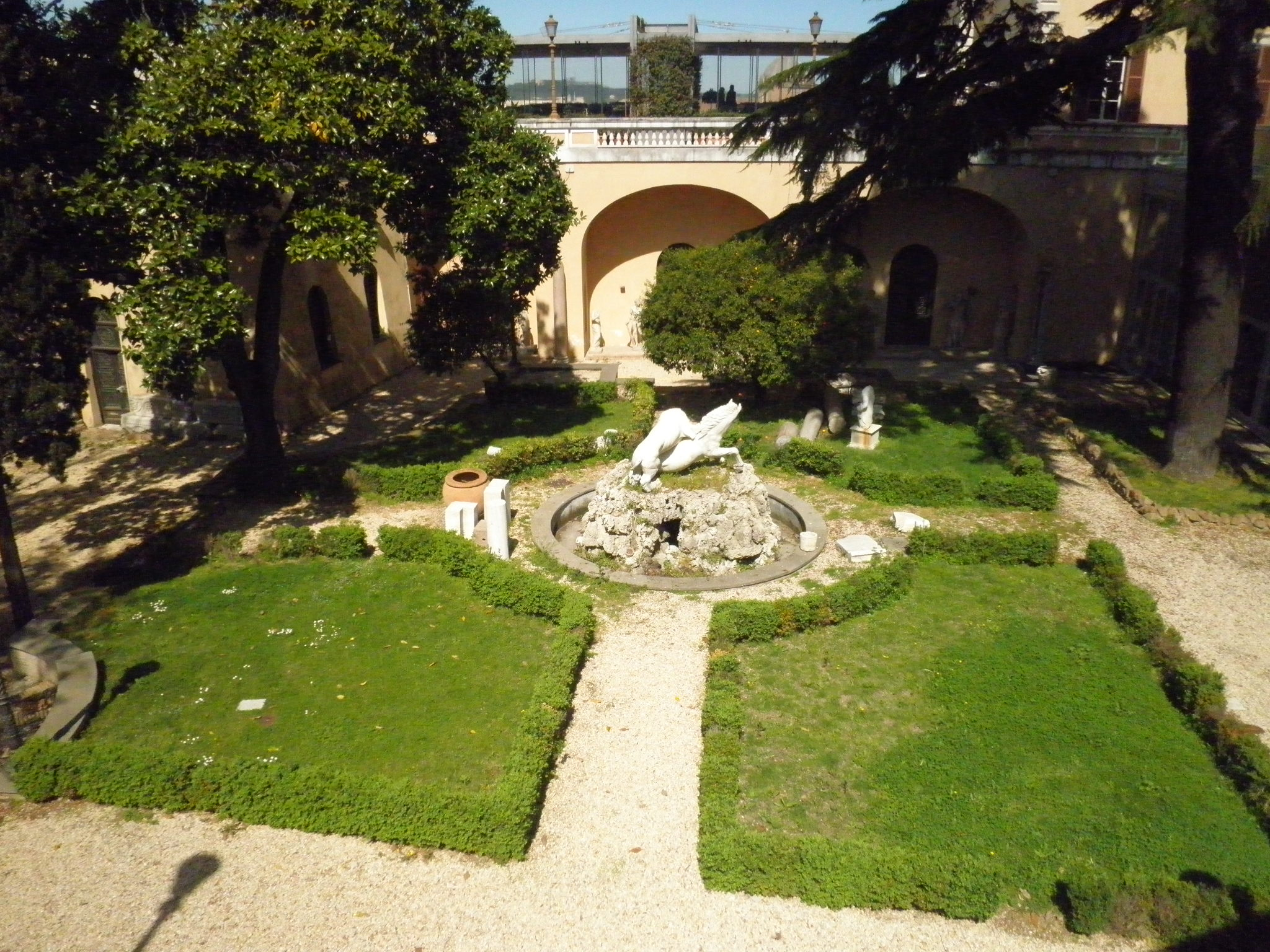
Il Giardino Caffarelli
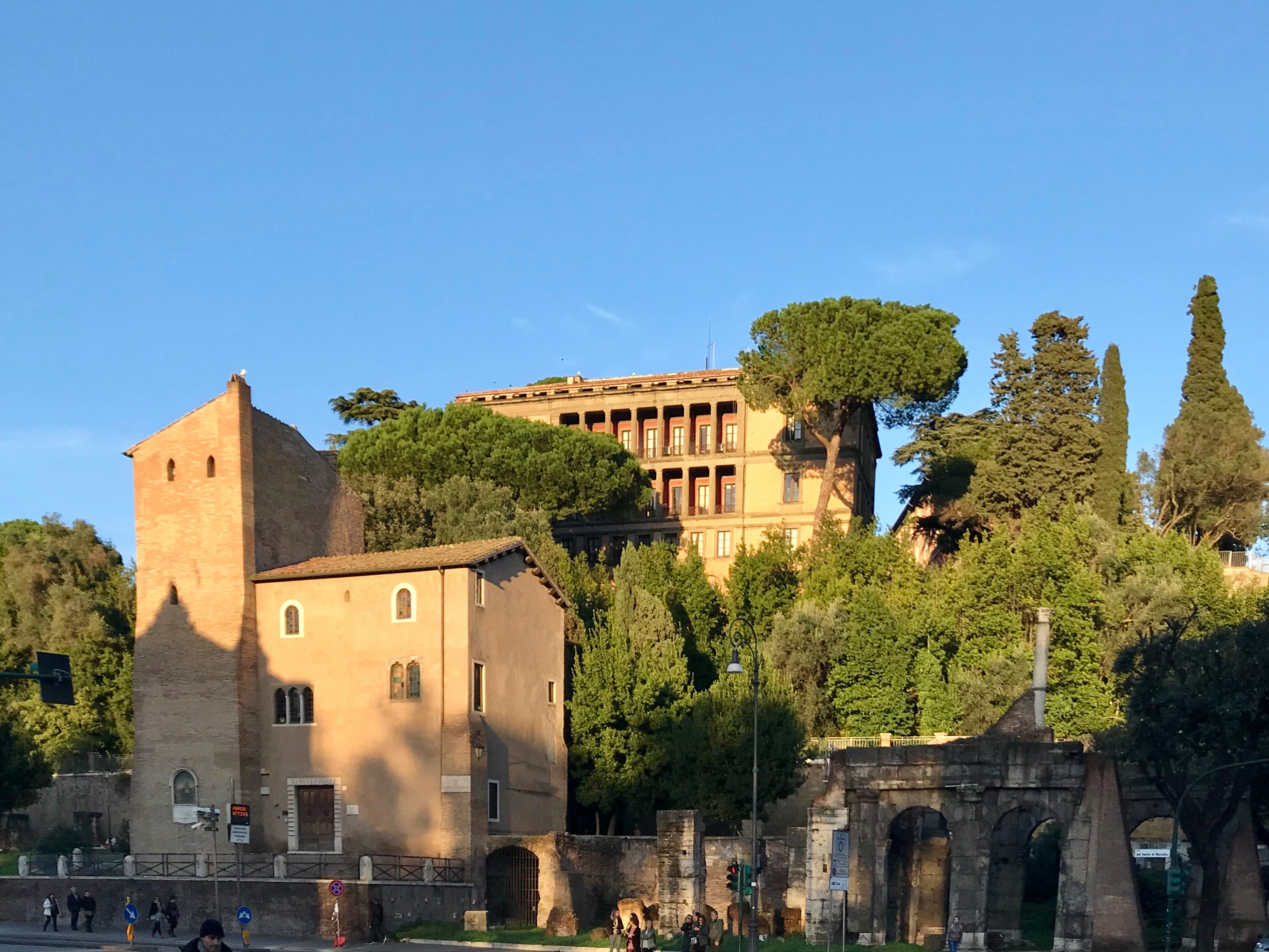
Monte Caprino: l'ex "Granarone", già sede dell'Istituto archeologico germanico